# 金燕
金燕（？—？），字尚賓，號之川，明朝政治人物，直隸安慶府潛山縣人，軍籍。

## 生平
嘉靖二十二年（1543年）癸卯科應天府鄉試第一百十名舉人。嘉靖三十二年（1553年）中式癸丑科會試第一百四十六名，三甲第一百零八名進士。礼部观政，授浙江桐乡知县，三十六年八月选授南京礼科给事中，三十七年十月以挟忿妄言，不畏君命，降调外任，为夷陵州判官，升江西贵溪知县，逾月致仕歸。與海瑞友善，海瑞任官南都，金燕遺書勗以十事，有“天地生才難、朝廷得人難、英雄得路難”等語。海回書謝之。隆慶改元，台省交薦，起为永康知县，隨升太僕寺丞，改尚寶司丞。不久謝病歸，遂决意不再出仕。萬曆改元，兩次經特旨起用，俱不奉詔。金燕生平嚴氣正性，與茅鹿門、海剛峰為密交，年六十四卒，桐乡祠名宦，本地祀鄉賢

## 家族
曾祖父金普敬；祖父金光瑩；父金邂，母李氏。兄金荞、金荩、金滋，俱生员。